# Рюстринген
Рюстринген (др.-фриз. Rustri) был древнефризским гау, из которых в средневековое время состоял нынешний регион Восточная Фрисландия. Первоначально Рюстринген был административной единицей Франкской империи. Располагался между современным округом Фрисландия и рекой Везер на территории современной Нижней Саксонии, которая сегодня соответствует полуострову Бутъядинген, значительным частям современного морского залива Ядебузен и некоторым районам Евера и Восточной Фрисландии.
Рюстринген был тесно связан с двумя другими регионами в восточной части Восточно-Фризского полуострова, Эстринген и Вангерланд. Рюстринген впервые упоминается в 787 году, а около 1200 года он стал одним из фризских регионов, входивших в так называемую территорию фризской свободы. Представители фризских регионов ежегодно съезжались вместе к священному дереву Упстальсбом за пределами Ауриха, чтобы обсудить политические и юридические вопросы фризского народа. Из раннесредневековых исторических источников известно, что в конце VIII века правителями Рюстрингена были Унно и Эйлрад.
В 826 году Людовик I Благочестивый пожаловал Харальду Клаку область Рюстринген (графство ?).
После мирного периода последовала так называемая эпоха вождей, для которой были характерны войны и конфликты. Одним из ведущих вождей был Эдо Вимкен-старший. Резиденция вождей находилась в Зибетсбурге, который располагался на территории современного Вильгельмсхафена. После нападения из Гамбурга резиденция была перенесена в замок Евер, который располагался за пределами Рюстрингена.
Части Рюстрингена были разрушены серией штормовых нагонов между 1100 и 1400 годами и затоплены нынешним заливом Ядебузен. Например, район к востоку от Ядебузена, Бутъядинген, потерял свою сухопутную связь с остальным Рюстрингеном. Другие части старого Рюстрингена были включены в Вильгельмсхафен, Евер и Фарель. Все части Рюстрингена в конечном итоге стали частью Ольденбурга.

## Город Рюстринген
Название региона возродилось в виде наименования города Рюстрингена, который был основан в 1911 году на западном берегу Ядебузена, но прекратил своё существование в 1937 году, когда он был включён в Вильгельмсхафен.